# Archieparchia Ernakulam-Angamaly
Archieparchia Ernakulam-Angamaly (łac. Archieparchia Ernakulamensis-Angamaliensis) – archidiecezja Kościoła katolickiego obrządku syromalabarskiego w Indiach położona na środkowym zachodzie stanu Kerala. 
Od 16 grudnia 1992 arcybiskupi metropolici Ernakulam-Angamaly, będący jednocześnie zwierzchnikami Kościoła syromalabarskiego, mają tytuł i uprawnienia arcybiskupów większych. 

## Terytorium
Obszar archieparchii obejmuje Ernakulam i Angamaly, wchodzące w skład obszaru metropolitalnego Koczinu, największego miasta dystryktu Ernakulam.

## Biskupi

### Biskupi eparchialni
Wikariusze apostolscy Ernakulam
- Aloysius Pareparambil (11 sierpnia 1896 – 9 grudnia 1919) – biskup tytularny Tymandus(inne języki)
- Augustine Kandathil (9 grudnia 1919 – 21 grudnia 1923) – biskup tytularny Arad, następnie arcybiskup Ernakulam

Arcybiskupi Ernakulam
- Augustine Kandathil (21 grudnia 1923 – 10 stycznia 1956)
- Joseph Parecattil (20 lipca 1956 – 30 stycznia 1984)
  - Sebastian Mankuzhikary(inne języki) (1984 – 23 kwietnia 1985) – administrator apostolski, biskup tytularny Aretusa dei Siri(inne języki), biskup pomocniczy Ernakulam

Arcybiskupi więksi Ernakulam-Angamaly
- Antony Padiyara (23 kwietnia 1985 – 11 listopada 1996) – kardynał od 28 czerwca 1988, 16 grudnia 1992 podniesiony do rangi arcybiskupa większego Ernakulam-Angamaly
  - Varkey Vithayathil CSsR (19 kwietnia 1997 – 23 grudnia 1999) – administrator apostolski, arcybiskup tytularny Antinoë, następnie arcybiskup większy Ernakulam-Angamaly
- Varkey Vithayathil CSsR (23 grudnia 1999 – 1 kwietnia 2011) – kardynał od 21 lutego 2001
- George Alencherry (24 maja 2011 – 7 grudnia 2023) – kardynał od 18 lutego 2012
- Raphael Thattil (od 9 stycznia 2024)

### Biskupi pomocniczy ikurialni
- Joseph Parecattil (28 października 1953 – 20 lipca 1956) – biskup tytularny Aretusa dei Siri(inne języki), następnie arcybiskup Ernakulam
- Sebastian Mankuzhikary(inne języki) (15 listopada 1969 – 28 kwietnia 1986) – biskup tytularny Aretusa dei Siri(inne języki), następnie biskup Thamarasserry
- Jacob Manathodath (28 listopada 1992 – 11 listopada 1996) – biskup tytularny Abydus, następnie biskup Palghat
- Thomas Chakiath (19 stycznia 1998 – 10 września 2012) – biskup tytularny Uzippari, następnie biskup senior
- Sebastian Adayanthrath (4 lutego 2002 – 30 sierpnia 2019) – biskup tytularny Macriana Maior, następnie biskup Mandya
- Bosco Puthur (13 lutego 2010 – 11 stycznia 2014) – biskup kurialny z tytułem biskupa Foratiana, następnie biskup Melbourne
- Jose Puthenveettil (23 sierpnia 2013 – 30 sierpnia 2019) – biskup tytularny Rusubbicari, następnie pomocniczy biskup Faridabadu
- Sebastian Vaniyapurackal (od 12 listopada 2017) – biskup kurialny z tytułem biskupa Troyna